# Paul Éluard
Paul Éluard, pseudônimo de Eugène Emile Paul Grindel (Saint-Denis, 14 de dezembro de 1895 - Charenton-le-Pont, 18 de novembro de 1952), foi um poeta francês, autor de poemas contra o nazismo que circularam clandestinamente durante a Segunda Guerra Mundial.
Participou no movimento dadaísta, foi um dos pilares do surrealismo, abrindo caminho para uma ação artística mais engajada, até filiar-se ao partido comunista francês. Tornou-se mundialmente conhecido como O Poeta da Liberdade.
É o mais lírico e considerado o mais bem dotado dos poetas surrealistas franceses.

## Sua infância
Aos 16 anos, apos uma infância feliz, Paul Éluard contraiu tuberculose, o que o obrigou a interromper seus estudos. Na Suíça, no Sanatório de Davos, o jovem conhece o poeta Manuel Bandeira, que lá também estava a tratar sua tuberculose. Éluard também trava contato com uma jovem russa, Helena Diakonova, que ele chama de Gala. Casa-se com ela em 21 de fevereiro de 1917. Sua impetuosidade, seu espírito decidido, sua cultura impressionam o jovem Éluard, que encontra nela seu primeiro impulso de poesia amorosa. Juntos, eles leem poemas de Gerard de Nerval, Baudelaire e Apollinaire. Em 11 de maio de 1918, nasce sua filha Cecile.

## Movimentos
Em 1918, quando a vitória é proclamada, Paul Éluard alia a plenitude de seu amor a um profundo questionamento do mundo: é o movimento Dada que vai disparar este processo, através do absurdo, da loucura, do non-sense.
Amigo íntimo de André Breton, Éluard participa de todas as manifestações dadaístas. Mas ele é o único do grupo a afirmar que a linguagem pode ter um propósito por ela mesma, enquanto os outros a consideram apenas como um “meio de destruição”.
O surrealismo, na sequência, lhe dará os subsídios para sua criação. Muito bem aceito pelos críticos tradicionais da época, atualmente, sua vida confunde-se com o movimento surrealista.

## Obra
A sua obra é extensa. Com Benjamin Péret, escreve "152 poèmes". Com André Breton, "No defeito do silêncio" e "Imaculada Concepção". Com Breton e René Char, "Trabalhos".
A partir de 1925 apoia a revolta dos Marroquinos. Em 1926, ele ingressa, junto com Aragon e Breton, no partido comunista francês. Nesta mesma época, publica "Capital da dor" (1926) e "Amor e Poesia" (1929). Em 1928, novamente doente, retorna para o sanatório com Gala, onde ela reencontra Salvador Dali e ele conhece Maria Benz, uma artista da Alsácia conhecida como "Nusch".

## O Poeta da Liberdade
Os anos de 1931 a 1935 são os mais felizes de vida de Éluard, agora casado com Nusch, que para ele representa a encarnação da mulher, companheira, cúmplice, sensual, sensível e fiel.
Expulso do partido comunista, ele continua sua luta pela revolução, por todas as revoluções.
Na Espanha, em 1936, ele se insurge contra o movimento franquista. No ano seguinte, o bombardeio de Guernica o inspira
A escrever o poema “A Vitória de Guernica”. Durante estes dois anos terríveis para a Espanha, Éluard e Picasso estão sempre juntos. O poeta diz ao pintor: “Você segura a chama entre teus dedos e pinta como um incêndio”.
Em 1940, ele se instala, com Nusch, em Paris e se inscreve, clandestinamente, no partido comunista. Em janeiro de 1942, seu poema “Liberté” (Liberdade), composto por vinte e uma estrofes, é lançado por aviões ingleses sobre a França. Milhares de exemplares, contendo os versos mais famosos de Paul Éluard, chegam às mãos da Resistência francesa e fornecem um novo alento, na luta pela libertação da ocupação nazista.
Nos meus cadernos da escola
Na minha carteira nas árvores
Sobre a areia e sobre a neve
Escrevo o teu nome
Em todas as páginas lidas
Em todas as páginas em branco
Pedra sangue papel ou cinza
Escrevo o teu nome
Na selva e no deserto
Nos ninhos e nas giestas
Na memória da minha infância
Escrevo o teu nome
Em cada raio da aurora
Sobre o mar e sobre os barcos
Na montanha enlouquecida
Escrevo o teu nome
Na saúde recuperada
No perigo desaparecido
Na esperança sem lembranças
Escrevo o teu nome
E pelo poder de uma palavra
a minha vida recomeça
Eu renasci para conhecer-te
Para dizer o teu nome
Liberdade.
Em 1943, com Jean Lescure, ele reúne textos de poetas da Resistência e publica “A Honra dos poetas”. Frente à opressão, os poetas cantam em coro a esperança e a liberdade. Esta é a primeira antologia de Éluard onde ele mostra seu desejo de abertura e sua vontade de se juntar.
Na Libertação, ele é festejado, junto com Louis Aragon, como o grande poeta da Resistência. Sempre acompanhado por Nusch, ele participa de inúmeras conferencias. Mas, em 28 de novembro de 1946, ele recebe um telefonema com a notícia da morte repentina de Nusch, em consequência de uma congestão cerebral.
Com a ajuda dos amigos, lentamente, Éluard consegue recuperar o “duro desejo de durar” e ele encontra novas forças em seu amor pela humanidade. Em sua obra “Do horizonte de um homem ao horizonte de todos”, pode-se observar a caminho que ele percorreu, do sofrimento à esperança reencontrada.

## O compromisso com a paz
Em abril de 1948, Paul Éluard e Pablo Picasso são convidados a participar do Congresso para a Paz em Wroclaw, Polônia. Em junho, Éluard publica os “Poemas Políticos”. No ano seguinte, participa dos trabalhos do Congresso em Paris como Conselheiro mundial da Paz. No mês de junho, passa alguns dias com os gregos entrincheirados no Monte Grammos.
Depois vai para Budapeste, assistir às festas comemorativas do centenário da morte do poeta Sandor Petõfi, onde encontra Pablo Neruda. Em setembro, participa de mais um Congresso da Paz, no México. Conhece Dominique Lemor e se casa com ela em 1951. Neste mesmo ano, publica “O Phoenix”, obra inteiramente dedicada à alegria reencontrada.
Em novembro de 1952, Paul Éluard morre do coração, em sua casa. Neste dia, segundo Robert Sabatier, “o mundo inteiro estava de luto”.